# Жоао III од Португалије
Жоао III Португалски познатији као Милостиви (Лисабон, 7. јун 1502- Лисабон, 11. јун 1557) је био краљ Португалије. Био је син Мануела I и Марије од Арагона и Кастиље. На престо ступау у деветнаестој години 1521.
Наследио је пространо и распршено царство на атлантским острвима, западној и источној обали Африке, Индије, Малезије, пацифичких острва, Кине и Бразила наставивши централизовано оријентисану политику свог оца. Током своје владавине био је принуђен да преговара о Молучким острвима са Шпанијом. Уговором из Сарагосе, стекао је нове колоније у Азији - између осталог Бомбај и Макао, а група Португалаца први пут је стигла у Јапан 1543. ширећи португалско царство од Лисабона до Нагасакија.
Да би се суочио са пиратским нападима, започео је ефикасну колонизацију Бразила, који је поделио на наследне капетаније, успостављајући централну владу  1548. Истовремено, напустио је неколико утврђених градова у Мароку, због трошкова њихове одбране од муслиманских напада. Изузетно религиозан владар, дозволио је увођење инквизиције у Португалију 1536. године, приморавши многе јеврејске и новохришћанске трговце у бег. Првобитно истакнут међу европским економским и дипломатским силама, након слома код Руте на Рту након губитка на Лепанту 1548. морао је да затвори португалску фабрику у Антверпену. Надживео је своје десеторо деце, а криза која је започела током његове владавине повећала се под влашћу његовог унука и наследника, португалског краља Себастјана.

## Биографија
Рођен у Лисабону, био је син португалског краља Мануела I и Марије од Арагона, шпанске кнегиње, ћерке католичких краљева. У краљичиној одаји у току порођаја Жил Висенте је одржао своју прву представу. 
На двору је стекао изузетно широко образовање од стране најутицајнијих учитеља тога доба. Изучавао је математику, право, астрономију, латински и грчки. Након мајчине смрти 1517. године се осамостаљује. Намерава да се ожени са Леонор из Аустрије, која је касније изабрана за трећу жену њеног оца, упркос томе што је била невеста намењена сину.
1521. године умире му отац, на самом врхунцу своје моћи и тиме окончао владавину од 26 година, што је Жоау омогућило да са 19 година, буде проглашен краљем 22. децембра, на трему цркве Сао Домингос. У то време, валдари готово свих европских сила били су млади људи. Задржао је све намеснике свога оца на двору.
На престо је ступио у доба када је Португалија утврдила градове у северној Африци, а њени морнари пловили су Атлантским, Индијским и Тихим океанима, ширећи се преко атлантских острва, западне и источне обале Африке, Индије, Малезије, пацифичких острва и могуће Аустралије, Кине и Бразила. Истакао се међу европским силама са економског и дипломатског становишта, али земља није имала милион и по становника. Током његове владавине Португал је стекао нове, већ поменуте, колоније у Азији.
Антонио Мота, Франсиско Зеимото и Антонио Пеишото стигли су у Јапан као први Европљани који су посетили овај архипелаг. Започела је колонизација Бразила. Истовремено, неки утврђени градови у Мароку, као што су Сафим, Азамор, Арзила, Агуз и Алкасер-Сегер, напуштени су због трошкова одбране од напада муслиманских шерифа. Жоао III је, међутим, био изузетно религиозан, што га је учинило подређеним моћи цркве и пропусним за увођење инквизиције 1536. године, јер је лутерански покрет већ био европска стварност. Социјалне последице биле су катастрофалне, јер су изазвале несигурност код нових хришћана, што је многе јеврејске трговце приморало на бег, присиљавајући их да прибегавају страним зајмовима.
Са Енглеском се трговински односи интензивирају, као и са земљама Балтика и Фландрије. Његов пријатељ и саветник, Антонио де Атаиде, 1. гроф од Кастањере, амбасадор у Паризу био је значајан као учесник у стварању наследног система капетанија у Бразилу 1534. године.
У почетку је био толерантан владар, почев од 1540. постаје изузетно религиозан и следи политику противреформације.То се може оправдати смрћу његово деветоро деце, као и браће.

## Историјски контекст
Наследио је „огромно, али превише распршено царство“, па га је превредновао уз помоћ саветника, напуштајући очев империјални пројекат. Нови значајни човек у питањима која се односе на поморску експанзију постао је Васко да Гама,именован је за вицекраља Индије 1524, где је и умро.
1541. године догађај је убрзао његову одлуку, јер је изгубио Санта Круз де Кабо де Гуе. Шерифи северне Африке 1518. године прогласили су свети рат против неверника, заузевши 1524. године Маракеш (1549. године, напокон су поново успоставили Фез). Опколили су Сафим 1533. године, приморавши краља Жоаоа да напусти своје северноафричке територије. Истовремено је дошло до кризе у индијској држави, која се описује као «скуп територија, објеката, добара, људи и интереса, којима управља, управља или надгледа португалска круна у Индијском океану и суседним морима или на обали неке територије, од рта добре наде па до Јапана »(Луиз Филипе Тхомаз). У Индијском океану настала је османска опасност подстичући локалне поглаваре да се боре против Португалаца. Пасем и Калкута су напуштени. Трговачка рута Кабо почела је да слаби, јер се пут Лепанта полако оспособљавао. 1548. године Жоао III наредио је да се затвори фабрика у Антверпену. Било је кастиљанске конкуренције на Далеком истоку и Тихом океану, али највећа опасност долазила је од других сила као што је Француска.
Краљ се, међутим, успешно носио са многим кризама - финансијском, пре свега, јер су у његову владавину редовни трошкови Круне укључивали становање, умиваонике, наднице, јавне радове, универзитет, радове у Белему и Томару, било је мираза за платити, куповина Малучког архипелага, помоћ трговима северне Африке, оружане снаге у Индији, одбрана обала Бразила и Африке, накнада пшенице у лошим годинама. Политичка криза, јер се за време његове владавине, истичу две силе, Шпанија Карлоса V и Османско царствo, које је заузелo Будим и опколило Беч 1529. године. Све то прати и ширење куге, лоше пољопривредне године, метеоролошка нестабилност и поврх свега велики Лисабонски земљотрес 26. јануара 1531. Био је одговоран за стављање под контролу неколико криза: финансијске, протестантске претње, турске опасности, шпанске, француске и енглеске конкуренције у колонијалним освајањима, кризе у Индији.
Жоао III је заиста био заинтересован за потпуну доминацију над Бразила, коју је поделио на наследне капетаније, успостављајући централну владу 1548. „Био је прави творац Бразила, који је брзо постао основни елемент Португалског царства, тако је било све до почетка 19. века “(Пауло Друмонд Брага, цит. Дело, стр. 145).

## Панорама царства
У његовој владавини несумњиво је дошло до културне обнове, некој врсти португалске ренесансе. У књижевности се нису појавили само Камоиш, већ и Гарсија де Ресенде, Са де Миранда, Бернардим Риберо, Жоао де Барос. У математици и астрономији, Педро Нунес, ботаника Гарсија да Орта, уметност и архитектура Франсиско де Оланда, Мигуел де Аруда, Жоао де Кастиљо. У владавини Жоаоа III издвајају се и друга имена, попут Андре де Ресенде, Дамиао де Гоиш, Жоао де Руао, Николау де Шантерене, Луиш Вивеш и Антонио де Мариж, запажени краљевски штампар на Универзитету у Коимбри. Еразмо Ротердамски је једно своје дело посветио Жоау III и краљ је помислио да га запосли као професора на Универзитету у Коимбри. У његовој владавини, по савету Диога де Говеја, створио је бројне стипендије у иностранству, упутивши око 300 стипендиста у Француску, и основао Краљевски колеџ за уметност и хуманистичке науке у Коимбри. Такође је био одговоран за долазак језуитских мисионара, новоформираног реда, који би имао одлучујућу улогу у контексту португалског покровитељства широм португалског царства.
Упркос покровитељству наука и уметности, стагнација је карактерисала владавину Жоана III и повећавала се у владавини његовог унука и наследника.
Каже се да је његова наводна неутралност у ствари била политика подршке његовом зету, цару Карлосу V, и да би чак помислио на иберијску унију, која је необрањива пред тренутним теоријама . Одувек је очигледно желео независност од Португалије, јер никада није затворио врата Француској, Енглеској, па чак ни Пољској. Краљ је, међутим, управљао многим кризама - финансијском, јер су у његову владавину редовни трошкови Круне укључивали тензије, становање, умиваонике, зараде, јавне радове, универзитет, радове у Белему и Томару, било је мираза платити, куповина Молуццан архипелага, помоћ трговима северне Африке, оружане снаге Индији, одбрана обала Бразила и Африке, стицање пшенице у лошим годинама. Политичка криза, током његове владавине, појавиле су се две силе, Шпанија Карлоса В и Османско царство, које су заузеле Буду и опколиле Беч 1529. Све то усред ширења куге, лоших пољопривредних година, метеоролошке нестабилности и до велики земљотрес у Лисабону 26. јануара 1531.
Након озбиљне болести 1557. умире, а сахрањен у манастиру Јеронимос.
Психолошки, личне карактеристике биле су његова огромна љубазност, спорост у доношењу одлука, дисимулација у односу са поданицима или као дипломатско оружје, побожност (од папе је у децембру 1525. добио „златну ружу“). 

## Породично стаблo
|  |                                   |  |  |  |  |  |  |  |  |  |  |  |  |  |  |  |
|  | 16. Жоао I Португалски            |  |  |  |  |  |  |  |  |  |  |  |  |  |  |  |
|  |                                   |  |  |  |  |  |  |  |  |  |  |  |  |  |  |  |
|  |                                   |  |  |  |  |  |  |  |  |  |  |  |  |  |  |  |
|  | 8. Дуарте I Португалски           |  |  |  |  |  |  |  |  |  |  |  |  |  |  |  |
|  |                                   |  |  |  |  |  |  |  |  |  |  |  |  |  |  |  |
|  |                                   |  |  |  |  |  |  |  |  |  |  |  |  |  |  |  |
|  | 17. Филипа од Ланкастера          |  |  |  |  |  |  |  |  |  |  |  |  |  |  |  |
|  |                                   |  |  |  |  |  |  |  |  |  |  |  |  |  |  |  |
|  |                                   |  |  |  |  |  |  |  |  |  |  |  |  |  |  |  |
|  | 4. Фердинанд од Визеуа            |  |  |  |  |  |  |  |  |  |  |  |  |  |  |  |
|  |                                   |  |  |  |  |  |  |  |  |  |  |  |  |  |  |  |
|  |                                   |  |  |  |  |  |  |  |  |  |  |  |  |  |  |  |
|  | 18. Фернандо I од Арагона         |  |  |  |  |  |  |  |  |  |  |  |  |  |  |  |
|  |                                   |  |  |  |  |  |  |  |  |  |  |  |  |  |  |  |
|  |                                   |  |  |  |  |  |  |  |  |  |  |  |  |  |  |  |
|  | 9. Елеонора Арагонска             |  |  |  |  |  |  |  |  |  |  |  |  |  |  |  |
|  |                                   |  |  |  |  |  |  |  |  |  |  |  |  |  |  |  |
|  |                                   |  |  |  |  |  |  |  |  |  |  |  |  |  |  |  |
|  | 19. Елеонора од Албукерка         |  |  |  |  |  |  |  |  |  |  |  |  |  |  |  |
|  |                                   |  |  |  |  |  |  |  |  |  |  |  |  |  |  |  |
|  |                                   |  |  |  |  |  |  |  |  |  |  |  |  |  |  |  |
|  | 2. Мануел I Португалски           |  |  |  |  |  |  |  |  |  |  |  |  |  |  |  |
|  |                                   |  |  |  |  |  |  |  |  |  |  |  |  |  |  |  |
|  |                                   |  |  |  |  |  |  |  |  |  |  |  |  |  |  |  |
|  | 20. Жоао I Португалски (= 16)     |  |  |  |  |  |  |  |  |  |  |  |  |  |  |  |
|  |                                   |  |  |  |  |  |  |  |  |  |  |  |  |  |  |  |
|  |                                   |  |  |  |  |  |  |  |  |  |  |  |  |  |  |  |
|  | 10. Хуан од Регуенгоса            |  |  |  |  |  |  |  |  |  |  |  |  |  |  |  |
|  |                                   |  |  |  |  |  |  |  |  |  |  |  |  |  |  |  |
|  |                                   |  |  |  |  |  |  |  |  |  |  |  |  |  |  |  |
|  | 21. Филипа од Ланкастера (= 17)   |  |  |  |  |  |  |  |  |  |  |  |  |  |  |  |
|  |                                   |  |  |  |  |  |  |  |  |  |  |  |  |  |  |  |
|  |                                   |  |  |  |  |  |  |  |  |  |  |  |  |  |  |  |
|  | 5. Беатрис од Португалије         |  |  |  |  |  |  |  |  |  |  |  |  |  |  |  |
|  |                                   |  |  |  |  |  |  |  |  |  |  |  |  |  |  |  |
|  |                                   |  |  |  |  |  |  |  |  |  |  |  |  |  |  |  |
|  | 22. Афонсо I, војвода од Брагансе |  |  |  |  |  |  |  |  |  |  |  |  |  |  |  |
|  |                                   |  |  |  |  |  |  |  |  |  |  |  |  |  |  |  |
|  |                                   |  |  |  |  |  |  |  |  |  |  |  |  |  |  |  |
|  | 11. Изабела од Брагансе           |  |  |  |  |  |  |  |  |  |  |  |  |  |  |  |
|  |                                   |  |  |  |  |  |  |  |  |  |  |  |  |  |  |  |
|  |                                   |  |  |  |  |  |  |  |  |  |  |  |  |  |  |  |
|  | 23. Беатрис Перера де Алвим       |  |  |  |  |  |  |  |  |  |  |  |  |  |  |  |
|  |                                   |  |  |  |  |  |  |  |  |  |  |  |  |  |  |  |
|  |                                   |  |  |  |  |  |  |  |  |  |  |  |  |  |  |  |
|  | 1. Жоао III Португалски           |  |  |  |  |  |  |  |  |  |  |  |  |  |  |  |
|  |                                   |  |  |  |  |  |  |  |  |  |  |  |  |  |  |  |
|  |                                   |  |  |  |  |  |  |  |  |  |  |  |  |  |  |  |
|  | 24. Фернандо I од Арагона (= 18)  |  |  |  |  |  |  |  |  |  |  |  |  |  |  |  |
|  |                                   |  |  |  |  |  |  |  |  |  |  |  |  |  |  |  |
|  |                                   |  |  |  |  |  |  |  |  |  |  |  |  |  |  |  |
|  | 12. Хуан II од Арагона            |  |  |  |  |  |  |  |  |  |  |  |  |  |  |  |
|  |                                   |  |  |  |  |  |  |  |  |  |  |  |  |  |  |  |
|  |                                   |  |  |  |  |  |  |  |  |  |  |  |  |  |  |  |
|  | 25. Елеонора од Албукерка (= 19)  |  |  |  |  |  |  |  |  |  |  |  |  |  |  |  |
|  |                                   |  |  |  |  |  |  |  |  |  |  |  |  |  |  |  |
|  |                                   |  |  |  |  |  |  |  |  |  |  |  |  |  |  |  |
|  | 6. Фернандо II од Арагона         |  |  |  |  |  |  |  |  |  |  |  |  |  |  |  |
|  |                                   |  |  |  |  |  |  |  |  |  |  |  |  |  |  |  |
|  |                                   |  |  |  |  |  |  |  |  |  |  |  |  |  |  |  |
|  | 26. Фадрике Енрикес               |  |  |  |  |  |  |  |  |  |  |  |  |  |  |  |
|  |                                   |  |  |  |  |  |  |  |  |  |  |  |  |  |  |  |
|  |                                   |  |  |  |  |  |  |  |  |  |  |  |  |  |  |  |
|  | 13. Хуана Енрикес                 |  |  |  |  |  |  |  |  |  |  |  |  |  |  |  |
|  |                                   |  |  |  |  |  |  |  |  |  |  |  |  |  |  |  |
|  |                                   |  |  |  |  |  |  |  |  |  |  |  |  |  |  |  |
|  | 27. Мариана Фернандес де Кордоба  |  |  |  |  |  |  |  |  |  |  |  |  |  |  |  |
|  |                                   |  |  |  |  |  |  |  |  |  |  |  |  |  |  |  |
|  |                                   |  |  |  |  |  |  |  |  |  |  |  |  |  |  |  |
|  | 3. Марија од Арагона и Кастиље    |  |  |  |  |  |  |  |  |  |  |  |  |  |  |  |
|  |                                   |  |  |  |  |  |  |  |  |  |  |  |  |  |  |  |
|  |                                   |  |  |  |  |  |  |  |  |  |  |  |  |  |  |  |
|  | 28. Енрике III од Кастиље         |  |  |  |  |  |  |  |  |  |  |  |  |  |  |  |
|  |                                   |  |  |  |  |  |  |  |  |  |  |  |  |  |  |  |
|  |                                   |  |  |  |  |  |  |  |  |  |  |  |  |  |  |  |
|  | 14. Хуан II од Кастиље            |  |  |  |  |  |  |  |  |  |  |  |  |  |  |  |
|  |                                   |  |  |  |  |  |  |  |  |  |  |  |  |  |  |  |
|  |                                   |  |  |  |  |  |  |  |  |  |  |  |  |  |  |  |
|  | 29. Катарина Ланкастерска         |  |  |  |  |  |  |  |  |  |  |  |  |  |  |  |
|  |                                   |  |  |  |  |  |  |  |  |  |  |  |  |  |  |  |
|  |                                   |  |  |  |  |  |  |  |  |  |  |  |  |  |  |  |
|  | 7. Изабела I од Кастиље           |  |  |  |  |  |  |  |  |  |  |  |  |  |  |  |
|  |                                   |  |  |  |  |  |  |  |  |  |  |  |  |  |  |  |
|  |                                   |  |  |  |  |  |  |  |  |  |  |  |  |  |  |  |
|  | 30. Хуан од Регуенгоса (= 10)     |  |  |  |  |  |  |  |  |  |  |  |  |  |  |  |
|  |                                   |  |  |  |  |  |  |  |  |  |  |  |  |  |  |  |
|  |                                   |  |  |  |  |  |  |  |  |  |  |  |  |  |  |  |
|  | 15. Изабела од Португалије        |  |  |  |  |  |  |  |  |  |  |  |  |  |  |  |
|  |                                   |  |  |  |  |  |  |  |  |  |  |  |  |  |  |  |
|  |                                   |  |  |  |  |  |  |  |  |  |  |  |  |  |  |  |
|  | 31. Изабела од Брагансе (= 11)    |  |  |  |  |  |  |  |  |  |  |  |  |  |  |  |
|  |                                   |  |  |  |  |  |  |  |  |  |  |  |  |  |  |  |
|  |                                   |  |  |  |  |  |  |  |  |  |  |  |  |  |  |  |